# Kalevipoeg (epos)
Kalevipoeg (také Syn Kalevův) je název estonského národního eposu, sestaveného Friedrichem Reinholdem Kreutzwaldem na základě lidových vyprávění a písní o bohatýrovi Kalevipoegovi.

## Vznik
V první polovině 19. století vzbudily zájem estonských národních buditelů vyprávěné i zpívané příběhy o dávných bohatýrech, zejména pak o Kalevipoegovi, tedy synu Kalevově. Někteří se domnívali, že by bylo možno zrekonstruovat podle nich někdejší lidový epos, který by se vyrovnal známým eposům jiných národů. Bezprostředním impulsem k širokému a aktivnímu zájmu o tuto slovesnou látku se stalo první vydání finské Kalevaly roku 1835.
Hlavním sběratelem pověstí o Kalevipoegovi se ve 30. letech 19. století stal Friedrich Robert Faehlmann. Roku 1839 v přednášce Estonské učené společnosti (Õpetatud Eesti Selts) nastínil na základě sebraného materiálu předpokládanou stavbu eposu a vytyčil si za cíl jeho úplné sestavení. Pro pracovní přetížení a dlouhodobé zdravotní problémy však svou práci do své smrti roku 1850 nedokončil, a nedochoval se ani jím nasbíraný folklórní materiál.
Po Faelhmannově smrti se práce na eposu chopil lékař a znalec lidové slovesnosti Friedrich Reinhold Kreutzwald. Nově nasbíraný folklórní materiál začal nejprve sestavovat do prosaických vyprávění o Kalevipoegových činech, po srovnání s formou Kalevaly se však posléze rozhodl vrátit se k původnímu lidovému aliterovanému verši (regilaul). Nasbírané útržky zpívaných příběhů však nestačily na rekonstrukci eposu; Kreutzwald proto začal předpokládané chybějící části dotvářet, zachovávaje přitom styl lidových veršů.
První redakci Kalevipoega dokončil Kreutzwald roku 1853. Epos v této podobě se skládal ze dvanácti zpěvů. Po odborné diskusi v Estonské učené společnosti se autor rozhodl epos výrazně přepracovat. Druhá redakce, která se stala konečnou verzí eposu, byla hotova v roce 1857, a spolu s německým překladem eposu a odbornými komentáři byla vydána tiskem postupně v pěti sešitech v letech 1857 až 1861.
První lidové vydání bylo vytištěno v nákladu 1000 výtisků roku 1862 v Kuopiu, kde se díky finské autonomii v rámci Ruského impéria mohlo vyhnout cenzuře. Trvalo několik let, než epos objevili estonští čtenáři; s rozvojem národního hnutí od konce 60. let se však začala poptávka rychle zvyšovat, takže již 1876 vychází další vydání v nákladu 2000 výtisků. Během 19. a 20. století pak byl Kalevipoeg v originále vydán celkem osmnáctkrát, a úplné nebo částečné překlady vyšly v šestnácti dalších jazycích.

## Obsah
Epos má celkem přes 19 tisíc veršů a skládá se ze dvaceti zpěvů, jimž předchází předzpěv a úvodní věnování. V následujícím shrnutí je stručně podána hlavní linie příběhu bez odboček a vložených samostatných vyprávění.

### Věnování
Pěvec prosí dobré síly, aby mu pomohly zpívat píseň o Kalevovci.

### Předzpěv
Pěvec vzpomíná, odkud slýchal písně, vyzývá posluchače k pozornosti a připomíná, jak jsou bohatýrské zpěvy důležité.

### První zpěv
Kalev přilétá na orlu ze severu do Estonska. Hledá si nevěstu, a ze dvou nápadnic si vybere Lindu.

### Druhý zpěv
Poté, co dlouho šťastně vládl zemi a Linda mu porodila řadu synů, Kalev umírá. Jako pohrobek se mu narodí poslední syn, který pak v dalších příbězích nese jméno Kalevův syn, Kalevipoeg. O Lindu se ucházejí noví nápadníci.

### Třetí zpěv
Kalevovi synové se vydávají na lov. V jejich nepřítomnosti větrný čaroděj uloupí Lindu. Synové se vracejí, hledají matku. Kalevipoeg se ptá živlů, ale ty ztratily řeč a neodpovídají.

### Čtvrtý zpěv
Kalevipoeg plave mořem na sever, aby dohnal únosce své matky. Na ostrově prožije milostné dobrodružství s dívkou, ta nakonec spadne do moře. Otec a matka ji oplakávají, dostihne je však píseň, že jejich dcera v moři našla lepší bytí.

### Pátý zpěv
Kalevipoeg doplave do Finska a zvítězí nad čarodějem. Když ten tvrdí, že Lindu cestou ztratil, Kalevipoeg jej zabije. Poté se mu zjeví matka ve snu s poselstvím, že již není mezi živými.

### Šestý zpěv
Kalevipoeg si kupuje meč. Při oslavě se opije a v hádce zabije kovářova syna. Ten vysloví kletbu, že Kalevipoeg jednou sejde vlastním mečem.

### Sedmý zpěv
Kalevipoeg se vrací přes moře do Estonska. Nejprve hlas ostrovní dívky, pak hlas vlastní matky mu vytýká vraždu. Nakonec ho stejně viní z hrobu hlas otcův, ale ten ho zároveň vyzývá k nápravě všeho.

### Osmý zpěv
Kalevipoeg a bratři házejí o závod kameny. Kalevipoeg zvítězí a stane se estonským králem. Orá pak zemi a vytváří tak krajinu. Neopatrností nechá svého koně napospas vlkům.

### Devátý zpěv
Kalevipoeg svým mečem ztrestá vlky. Dorazí k němu posel se zprávou o vpádu nepřátel do země, Kalevovec vyzve k větší statečnosti a slíbí pomoc, pokud bude skutečně zapotřebí. V noci jej navštíví Taara a vybízí ho k rozvaze a opatrnosti.

### Desátý zpěv
Kalevipoeg pomáhá Alevipoegovi, a posléze jej na jeho připomenutí vysílá se zlatem do Finska, aby zaplatil jeho dluh u kováře, od něhož má meč. Pak přes odpor skřetů najde ztracený prsten dcery Hromu a vyslouží si její vděčnost.

### Jedenáctý zpěv

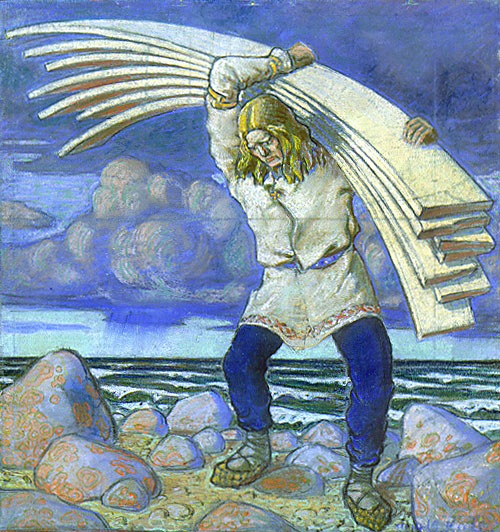
Oskar Kallis: Kalevipoeg nese prkna

Kalevipoeg nosí prkna na stavbu města přes Čudské jezero. Vodní skřet ho chce utopit, ale neuspěje. Znavený Kalevovec však na břehu usne a skřet mu ukradne meč, který pak upustí v blízké řece. Kalevipoeg najde meč, ale nezíská jej, tak na něj vloží kletbu, aby přesekl nohy tomu, kdo jej byl nesl.

### Dvanáctý zpěv
Skřetovi synové napadnou Kalevipoega, ten se brání připravenými prkny, ale skoro všechna tak zláme. Na radu ježka je začne tlouci hranou a zvítězí. Po dlouhém spánku a zvláštních snech jde pro nová prkna.

### Třináctý zpěv

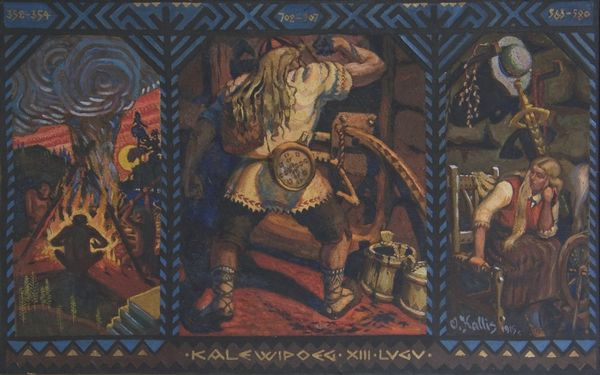
Oskar Kallis: Kalevipoeg v podsvětí

Kalevipoeg najde bránu do podsvětí a vydá se tam. Setká se se třemi pekelnými děvami a dovádí s nimi celou noc.

### Čtrnáctý zpěv
Pekelné děvy ukazují Kalevipoegovi divy podsvětí. Kalevipoeg se utká s vládcem pekla, ale ten se z boje kouzlem vytratí. Kalevipoeg opouští podsvětí, s sebou si bere poklady i pekelné děvy.

### Patnáctý zpěv
Kalevipoeg přelstí pekelného pronásledovatele. Od Alevipoega se dozvídá, že během jeho nepřítomnosti byla zem zpustošena válkou, a dává Olevipoegovi, bohatýru-staviteli, úkol postavit město, které nepřátelé nepřemohou. Pekelné děvy se stanou manželkami Alevipoega, Sulevipoega a Olevipoega.

### Šestnáctý zpěv
Kalevipoeg se rozhodne najít konec světa, kde se nebe opírá o zemi. Nechá postavit stříbrnou loď Lennuk a s dalšími bohatýry se vydá na sever. Po rozličných dobrodružstvích dospěje do kraje nedaleko konce světa a poučen se vrátí domů.

### Sedmnáctý zpěv
Olevipoeg dostaví město na Kalevově hrobě, Kalevipoeg mu dá jméno Lindanisa. Nepřátelé zaútočí, ale jsou poraženi. Kalevipoeg se třemi dalšími bohatýry se vydává ke svému domovu, cestou přemůže skřítka, který je chtěl připravit o potravu.

### Osmnáctý zpěv
Kalevipoeg se vydává znovu do podsvětí. Pekelnému vojsku se postaví na mostě a po jednom je přemáhá. S pomocí své zesnulé matky získá sílu pro souboj s vládcem pekel, zatímco ten naopak sílu ztratí.

### Devatenáctý zpěv
Po sedm dní trvajícím souboji nakonec Kalevipoeg pekelného vládce přemůže a spoutá okovy. Po návratu před něho předstupuje věštec Varrak s žádostí o slíbenou odměnu za doprovod na cestě na konec světa, Kalevův zákoník. Kalevipoeg mu jej dá, v zemi propuknou rozličná neštěstí.

### Dvacátý zpěv
Propuká další válka. Kalevipoeg zvítězí, ale Alevipoeg a Sulevipoeg přijdou o život. Znavený Kalevipoeg předává vládu Olevipoegovi a odchází. Cestou projde mimoděk řekou, v níž spočívá jeho starý meč, který mu podle kletby na něj vložené usekne obě nohy. Vládce bohů rozhodne, že Kalevipoeg místo odpočinku v říši zemřelých musí střežit pekelnou bránu. Odtamtud se ale jednou vrátí, aby obnovil estonské plémě.

## Ohlasy
Epos patří ke všeobecnému estonskému kulturnímu povědomí a jeho motivy byly mnohokrát znovu zpracovány v literatuře i ve výtvarném umění, v široké škále přístupů od stylově věrného přibásňování dalších příběhů po karikaturu a parodii. Pravděpodobně nejznámější ohlasy jsou balet Kalevipoeg skladatele Eugena Kappa, stejnojmenná kantáta Veljo Tormise, pokračování eposu Kalevovcův návrat z pera Lembita Vimba a parodické Kalevovcovy vzpomínky spisovatele Enna Vetemaa.
V Čechách nevzbudilo vydání Lukášova překladu Kalevipoegu větší pozornosti. V recenzi s názvem Hrdinský zpěv (Tvorba 25, 1960, 3, s. 67) píše Zdeněk Vavřík, že Kalevipoeg je písní o touze po svobodě a „připomíná dávnou lásku k ruskému lidu.“ Marta Čížková se zase zabývala kritikou samotného překladu (Překlady a archaizace. Plamen 2, 1960, 8, s. 128–129) a celkem oprávněně Lukášovi vytýká „zastaralá, nesrozumitelná slova, přemíru předminulého času a přechodníků, knižní slovosled". Překlad Kalevipoegu srovnává s překladem Kalevaly a dochází k závěru, že Holečkův překlad „působí mnohem současněji než nový překlad Lukášův“.